# 다치마지리촌
다치마지리촌(立間尻村)은 에히메현 기타우와군에 설치된 촌이다. 